# 2000 год в театре
2000 год в театре

## События
- январь — на конкурсе «Окно в Россию» «театром года» назван новосибирский «Глобус».
- март — возобновлено издание журнала «Театр».
- 19 июня — в Харькове создан «Театр 19».

### Постановки
- февраль — «Моцарт и Сальери» А. С. Пушкина в постановке А. А. Васильева, «Школа драматического искусства».
- февраль — «Нужна трагическая актриса» по пьесе А. Н. Островского «Лес» в постановке Юрия Погребничко, театр «Около дома Станиславского».
- март — «Город миллионеров» по пьесе Э. Де Филиппо «Филумена Мартурано» в постановка Романа Самгина (руководитель постановки М. В. Захаров), «Ленком».
- 1 марта — «Играем… Шиллера!» по пьесе Ф. Шиллера «Мария Стюарт» в постановке Р. Туминаса, «Современник».
- апрель — «Потерянные в звёздах» по пьесе Ханоха Левина «Торговцы резиной» в постановке Г. Дитятковского, «Театр на Литейном».
- июнь — «Одна абсолютно счастливая деревня» по повести Бориса Вахтина в постановке П. Н. Фоменко, «Мастерская Петра Фоменко».
- 15 июня — «Борис Годунов» А. С. Пушкина в постановке Д. Доннеллана (Борис — А. В. Феклистов, Самозванец — Е. В. Миронов), «Международная конфедерация театральных союзов».
- август — «Житие и страдание преподобной мученицы Февронии» Михаила Бартенева в постановке А. Праудина, Екатеринбургский ТЮЗ.
- октябрь — «Счастливый принц» О. Уайльда. Московский ТЮЗ. Постановка К. М. Гинкаса.
- ноябрь — «Горе от ума» А. С. Грибоедова. Малый театр. Постановка Сергея Женовача.
- декабрь — «Федра» Ж. Расина. БДТ (Петербург). Постановка Григория Дитятковского.
- «Лев зимой» Дж. Голдмена в постановке Юрия Копылова, Ульяновский театр драмы.
- «На дне» М. Горького. Театр-студия Олега Табакова. Постановка А. Я. Шапиро. В ролях: О. П. Табаков — Лука, А. Г. Филиппенко — Сатин.
- «Семейное счастье» по повести Л. Н. Толстого. Мастерская Петра Фоменко. Постановка П. Н. Фоменко.
- «Школа для дураков» по роману Саши Соколова. Театр-фестиваль «Балтийский дом» и «Формальный театр». Постановка А. А. Могучего.

## Деятели театра
- Балерина Ирина Дворовенко стала прима-балериной Американского театра балета.

### Скончались
- 21 января — Софья Станиславовна Пилявская, советская и российская актриса театра и кино, народная артистка СССР.
- 19 февраля — Мария Глазрова, чехословацкая актриса, лауреат Государственной премии, заслуженная артистка Чехословакии.
- 28 марта — Игорь Валентинович Эрельт, советский и российский актёр театра и кино.
- 14 апреля — Борис Львов-Анохин, советский и российский .театральный режиссёр, театровед, народный артист РСФСР (1987).
- 11 мая — Паула Вессели, австрийская актриса театра и кино.
- 17 мая — Ангелина Иосифовна Степанова, актриса МХАТа.
- 24 мая — Олег Ефремов, советский и российский актёр, народный артист СССР, Герой Социалистического Труда.
- 21 мая — Джон Гилгуд, английский актёр, театральный режиссёр.
- 15 июня — Григорий Горин, российский драматург, прозаик, сценарист.
- 27 июня — Михаил Михайлович Матвеев, советский и российский актёр театра и кино.
- 5 августа — Алек Гиннесс, британский актёр театра и кино.
- 8 августа — Анатолий Ромашин, советский и российский актёр театра и кино.
- 24 августа — Татьяна Михайловна Рябушинская, артистка балета и педагог.
- 6 сентября — Нина Шалвовна Рамишвили, советская балерина, балетмейстер, хореограф; народная артистка СССР, Герой Социалистического Труда.
- 8 октября — Всеволод Ларионов, советский и российский актёр театра и кино, народный артист РСФСР (1977).
- 14 октября — Вячеслав Богачёв, советский и российский актёр театра и кино, режиссёр, солист «Московской оперетты», народный артист РСФСР (1984).
- 14 ноября — Александр Гай, советский и украинский актёр театра и кино, народный артист СССР (1977).
- 16 декабря — Глеб Борисович Дроздов, советский и российский театральный режиссёр, народный артист РСФСР (1982).
- 25 декабря — Аскольд Макаров, советский и российский артист балета, балетмейстер, народный артист СССР (1983).